# 江差追分
江差追分（えさしおいわけ）は北海道の民謡。渡島半島の日本海沿岸に位置する檜山郡江差町が発祥の地である。
江戸時代中期以降に発生したとされている。信濃の追分節に起源があるとするのが定説のようである。北海道指定の無形民俗文化財。「姥神大神宮渡御祭と江差追分」として、北海道遺産に選定されている。 文部科学省からの中学校学生指導要領解説音楽編の鑑賞教材としても指定されている。

## 歴史
信濃国追分宿の馬子唄が北前船の船頭たちによって伝わったとする説、馬子唄が全国に広がった後に北海道に入植した越後出身者によって伝わったとする説がある。今の江差追分の原形は、寛永年間に南部国出身の座頭の佐之市が謙良節と追分を融合させたものと言われる。その後、歌い継がれる間に幾多の変遷を経て、浜小屋節や新地節など多くの流派が発生した。
1884年（明治17年）「小桝のばあさん」と呼ばれた小桝清兵衡の母が唄の調子を「二上り」とする座敷唄を基本として定型化し、親方衆や船頭衆に教えた。この歌が正調江差迫分の元祖とされている。1908年（明治41年）、追分節の統一を図る動きが生まれ、平野源三郎が追分節正調研究会を発足し、正調江差追分を「本唄を生命とする」「詰木石節を骨子とする」「調子をニコ上げ（二上がり）とする」「囃子をソイーソイとする」「七節を七声で途中切らずに唄うものとする」と定めた。さらに、1911年（明治44年）現在の7線による独自の曲譜が完成した。
しかし、その後も各流派が独自路線を歩み、江差追分統一にまでは至らなかった。1935年（昭和10年）原田浅次江差町長（当時）が各師匠を説得して町内の追分会派を改組し、自らが会長に就任することで江差追分会が誕生した。これにより江差追分が完全に統一され、正調として固定化されて現代に至る。

## 特徴
正調江差追分の調べは以下の通りである。
1節は大波の上より次第に海底に沈む思いを含み、
2節は沈んだ思いより次第に浮き上がる感じを持ち、
3節はその浮き上がった思いより逆に海底に引き込まれるような感じをもち、
4節は3節より悲哀の調子に至り、
5節は本曲の最も骨子となすところで熱情ほとばしり、真に血を吐く思いという感じを出し、
6節は3節同様海底に引き込まれる思いを出し、
7節は4節同様悲哀の情調をもって唄い終わるものとして、

7節を2分20秒から2分25秒までに唄い終わるとしている。（現在は2分30秒から2分40秒に唄い終わる場合が多い）
江差追分は以下の本唄を基本として、2分50秒間ほどかけて歌う。
カモメのなく音に ふと目を覚まし あれが蝦夷地の山かいな 江差追分・本唄
本唄に対して、前唄と後唄がある。前唄も後唄も本唄の情緒を高めるためのものであり、自由に唄われるべきで楽譜も規定に定まったものではない。代表的な歌詞は以下の通り。
前唄
国をはなれて　蝦夷地が島へヤンサノェー
幾夜寝覚めの　波枕
朝なタなに聞こゆるものはネ～
友呼ぶかもめと　波の音
本唄
かもめの　啼く音に　ふと目をさまし
あれが蝦夷地の　山かいな
後唄
沖でかもめの　啼く声聞けばネ～

船乗り稼業は　やめられぬ
前唄
松前江差の　津花の浜で　ヤンサノェー
好いた同志の　泣き別れ
連れて行く気は　山々なれどネ～
女通さぬ　場所がある
本唄
忍路高島　およびもないが
せめて歌棄　磯谷まで
後唄
蝦夷地海路の　おかもい様はネ～

なぜに女の　足とめる
「こぶし」や「ゴロ」と呼ばれる装飾的な節回しが特徴であり、唄い方としては「出だし」「せつど」「二声あげ（のし）」「もみ」「本すくり」「すくい」「半すくり」「止め」という技法を駆使して唄う。日本一難しい民謡といわれる所以である。

## 江差追分全国大会
1963年（昭和38年）、江差追分の振興・継承を目的として、第一回江差追分全国大会が開催された。その後大会は一年に一度、毎年9月に江差町で開かれ、全国の江差追分会支部の予選を勝ち抜いてきた出場者が、日本一を目指して熱唱している。札幌では4年生で習う。2020年（令和2年）、2021年（令和3年）新型コロナウイルスの影響により全国大会は開催されていない。前唄・後唄は唄わず、本唄の部分のみを唄い競い合う。

## 歴代の優勝者

### 一般の部
- 第１回（昭和38年）　近江八声
- 第２回（昭和39年）　小笠原次郎
- 第３回（昭和40年）　房田勝芳
- 第４回（昭和41年）　松村守治
- 第５回（昭和42年）　市戸脩
- 第６回（昭和43年）　青坂満
- 第７回（昭和44年）　杉野忠勝
- 第８回（昭和45年）　山本ナツ子
- 第９回（昭和46年）　米川美代子
- 第10回（昭和47年）　石田盛一
- 第11回（昭和48年）　渡部章子
- 第12回（昭和49年）　渋田義幸
- 第13回（昭和50年）　高清水勲
- 第14回（昭和51年）　越中谷順平
- 第15回（昭和52年）　浅沼春義
- 第16回（昭和53年）　長谷川富夫
- 第17回（昭和54年）　萩原克彦
- 第18回（昭和55年）　澤口一雄
- 第19回（昭和56年）　国下喜代子
- 第20回（昭和57年）　濱塚良幸
- 第21回（昭和58年）　佐々木潔志
- 第22回（昭和59年）　上林捷二
- 第23回（昭和60年）　木村正二
- 第24回（昭和61年）　鈴木タマリ
- 第25回（昭和62年）　菊地勲
- 第26回（昭和63年）　久保田隆洲
- 第27回（平成元年）　千葉栄人
- 第28回（平成02年）　三好ゆかり
- 第29回（平成03年）　木村香澄
- 第30回（平成04年）　松山清一
- 第31回（平成05年）　道高睦子
- 第32回（平成06年）　嵯峨幸男
- 第33回（平成07年）　王藤正蔵
- 第34回（平成08年）　卯子澤裕美
- 第35回（平成09年）　細川澄美枝
- 第36回（平成10年）　片桐ルミ子
- 第37回（平成11年）　佐々木真理子
- 第38回（平成12年）　辻真由美
- 第39回（平成13年）　剱地陽子
- 第40回（平成14年）　長江亜津子
- 第41回（平成15年）　寺島絵里佳
- 第42回（平成16年）　松田美和子
- 第43回（平成17年）　播磨孝雄
- 第44回（平成18年）　寺島絵美
- 第45回（平成19年）　間島秀格
- 第46回（平成20年）　安澤望
- 第47回（平成21年）　日和義貴
- 第48回（平成22年）　西川俊昭
- 第49回（平成23年）　滝本豊壽
- 第50回（平成24年）　杉本武志
- 第51回（平成25年）　柿沼初雄
- 第52回（平成26年）　翔田ひかり
- 第53回（平成27年）　三浦麻衣
- 第54回（平成28年）　佐竹春敏
- 第55回（平成29年）　村川真奈美
- 第56回（平成30年）　井上さつき
- 第57回（令和元年）　 久野絹枝
- 第58回（令和04年）　林久美子
- 第59回（令和05年）　山本恵美

### 熟年の部（満70歳以上の会員）
- 第１回（平成09年）　奥山キヨエ
- 第２回（平成10年）　矢吹尞
- 第３回（平成11年）　島節子
- 第４回（平成12年）　福川絹子
- 第５回（平成13年）　加藤真治
- 第６回（平成14年）　川村健作
- 第７回（平成15年）　奥泉勇篁
- 第８回（平成16年）　成田誠
- 第９回（平成17年）　杉浦幸雄
- 第10回（平成18年）　中村ツマ
- 第11回（平成19年）　橋本孝志
- 第12回（平成20年）　松谷敏江
- 第13回（平成21年）　小梅洋子
- 第14回（平成22年）　金子美詩
- 第15回（平成23年）　榎本弥惣七
- 第16回（平成24年）　木田弘
- 第17回（平成25年）　本田勝三
- 第18回（平成26年）　堀江孝次
- 第19回（平成27年）　石垣博
- 第20回（平成28年）　斉藤勝弘
- 第21回（平成29年）　林勲
- 第22回（平成30年）　遠田千鶴子
- 第23回（令和元年） 　泉章藏
- 第24回（令和04年）　山田正敏
- 第25回（令和05年）　道高勉

### 少年の部（中学校３学年以下の学年に在学する会員）
- 第１回（平成09年）　寺島絵里佳
- 第２回（平成10年）　高畠宏美
- 第３回（平成11年）　寺島絵美
- 第４回（平成12年）　貝澤早佳
- 第５回（平成13年）　黒森このみ
- 第６回（平成14年）　高橋健二
- 第７回（平成15年）　中島琴美
- 第８回（平成16年）　木内絵理
- 第９回（平成17年）　大沢尚悟
- 第10回（平成18年）　瀧澤朱夏
- 第11回（平成19年）　福田光
- 第12回（平成20年）　中島琴美
- 第13回（平成21年）　植田玲奈
- 第14回（平成22年）　田村ひより
- 第15回（平成23年）　松島翔香
- 第16回（平成24年）　東美羽音
- 第17回（平成25年）　小山田祐輝
- 第18回（平成26年）　石田桃子
- 第19回（平成27年）　西口真由奈
- 第20回（平成28年）　柳田小春
- 第21回（平成29年）　野呂帆乃佳
- 第22回（平成30年）　今井柚唯子
- 第23回（令和元年）　ライリー大仁
- 第24回（令和04年）　山本樹
- 第25回（令和05年）　内村月菜